# Forever (álbum de Code Orange)
Forever es el tercer álbum de la banda de hardcore punk Code Orange. Fue lanzado el 13 de enero de 2017 a través de Roadrunner Records.

## Promoción y marketing
Forever comenzó a promocionarse con el lanzamiento de un videoclip dirigido por Max Moore para la canción, «Forever», en octubre de 2016. Presentado en su totalidad en negro, blanco y rojo como la portada del álbum, el video de «Forever» corta rápidamente entre las escenas de Code Orange y otras imágenes violentas o abstractas, a menudo con imágenes de cámaras temblorosas. Sobre el video, Jami Morgan dijo: "Creo que las capturas coinciden con lo que tratamos. Es definitivamente brutal y oscuro, pero creo que tenemos nuestra propia marca específica que incluye mucha dinámica de oscuridad y mucha sombras." En diciembre de 2016, Code Orange lanzó un "visualizador" creado digitalmente para la pista «Kill the Creator». Creado por Brandon Allen Bolmer, el video muestra a un hombre desnudo en un cuarto siendo torturado por una "fuerza infernal que creó a partir de todos los males que ha hecho." En las semanas previas a la fecha de lanzamiento oficial del álbum, Code Orange también lanzó las canciones «Bleeding in the Blur» y «Ugly» en enero de 2017.
La gira en apoyo de Forever comenzó por EE. UU. con Youth Code, Gatecreeper, Nicole Dollanganger, Lifeless y Disgrace. La gira fue conocida por su amplia variedad de géneros musicales entre las bandas y artistas que participaron en el tour. Sobre la variedad de bandas, Morgan dijo: "No creo que sea algo que la gente vaya a ver todos los días. Será una experiencia muy discordante. Y nuestro conjunto será una experiencia discordante. Y todo el show será una experiencia discordante, así que eso es de lo que se trata." El guitarrista Eric Balderose colaboró con Drumcorps para crear un mixtape bajo el nombre de Shade, titulado It's Almost Forever, que se reproducirá entre sets y se venderá exclusivamente en casete en esta gira. Un videoclip para la canción «The Mud», fue dirigido por Balderose y Dmitry Zakharov, se estrenó en el bloque de Toonami de Adult Swim, el 30 de septiembre de 2017.

## Estilo musical
Descrito como un álbum de hardcore metálico, Forever presenta influencias de varios estilos musicales diferentes, incluyendo el metal industrial y el nu metal. El álbum también emplea "muestras de cambio de tono en la voz, efectos glitch y capas disonantes de ruido chirriante." La canción «Bleeding in the Blur» presenta voces limpias, con influencia del rock alternativo y riffs de stoner rock, mientras que «Hurt Goes On» tiene influencias de Nine Inch Nails. El álbum también ha sido descrito como hardcore industrial.

## Recepción
En Metacritic, que asigna una calificación normalizada de 100 a las reseñas, el álbum recibió una puntuación promedio de 87, lo que indica "aclamación universal", según seis revisiones.
J.J. Anselmi de The A.V. Club escribió: "A pesar de sus ridículos momentos líricos, Forever avanza en la tendencia de combinar estilos dispares en el metal y el hardcore." Branan Ranjanathan de Exclaim! pensó que "Code Orange ha reunido un récord que pocos en el género tendrían el coraje de intentarlo, y han encontrado varias formas de mantenerse en contacto con el conjunto sin perder nada de su peso o impulso anterior." Michael Pementel de Metal Injection, notó el "gran uso de la estructura, la pesadez, las sorpresas y la energía pura de principio a fin en este álbum." Zoe Camp de Pitchfork, declaró que la banda "ofrece pruebas convincentes, cáusticas y, en ocasiones, incluso pegadizas de que se han ganado su postura de perro alfa en la escena."
Stephen Hill de Metal Hammer, escribió que "este es un hardcore punk decidido, aunque sigue siendo completamente único" y lo llamó "un clásico moderno y frío", además de darle una puntuación de 9 sobre 10.

## Lista de canciones
| N.º   | Título                  | Duración |  |
| 1.    | «Forever»               | 3:07     |  |
| 2.    | «Kill the Creator»      | 2:26     |  |
| 3.    | «Real»                  | 3:07     |  |
| 4.    | «Bleeding in the Blur»  | 4:04     |  |
| 5.    | «The Mud»               | 4:10     |  |
| 6.    | «The New Reality»       | 2:03     |  |
| 7.    | «Spy»                   | 3:22     |  |
| 8.    | «Ugly»                  | 3:09     |  |
| 9.    | «No One Is Untouchable» | 2:23     |  |
| 10.   | «Hurt Goes On»          | 4:00     |  |
| 11.   | «dream2»                | 3:03     |  |
| 34:54 |                         |          |  |

## Personal
| Code Orange - Eric Balderose: voz, guitarra, sintetizador - Reba Meyers: voz, guitarra - Joe Goldman: bajo - Jami Morgan: batería, voz Músicos adicionales - Dominic Landolina: guitarras adicionales - Arthur Rizk: solo de guitarra en "Bleeding in the Blur" - AJ Borish (Too Pure To Die): voces adicionales en "Real" - Justin Ogden (Wrong Answer): voces adicionales en "Bleeding in the Blur" - Jeremy Tingle (Lifeless): voces adicionales en "Kill the Creator" y "No One Is Untouchable" | Producción - Kurt Ballou: productor, ingeniero, mezcla - Will Yip: productor, ingeniero, mezcla - Vlado Meller: ingeniero de masterización - Kimi Hanauer: portada, diseño, fotografías - The Kliq: A&R - Arthur Rizk: grabación adicional - Matt Very: grabación adicional - Robert Cheeseman: ingeniero asistente - Jami Morgan: dirección de arte - Jimmy Fontaine: fotografía de la banda |

## Posiciones
| Lista (2017)             | Posición más alta |
| ------------------------ | ----------------- |
| US Top Album Sales       | 62                |
| US Top Hard Rock Albums  | 4                 |
| US Top Rock Albums       | 15                |
| US Top Tastemaker Albums | 7                 |
| US Vinyl Albums          | 12                |